# جان ماري ساندر
جان ماري ساندر (بالفرنسية: Jean-Marie Sander)‏ هو فلاح ومصرفي وسياسي فرنسي، ولد في 23 ديسمبر 1949 في أوهلونغين في فرنسا. انتخب رئيس بلدية ‏.